# Esporte na Áustria

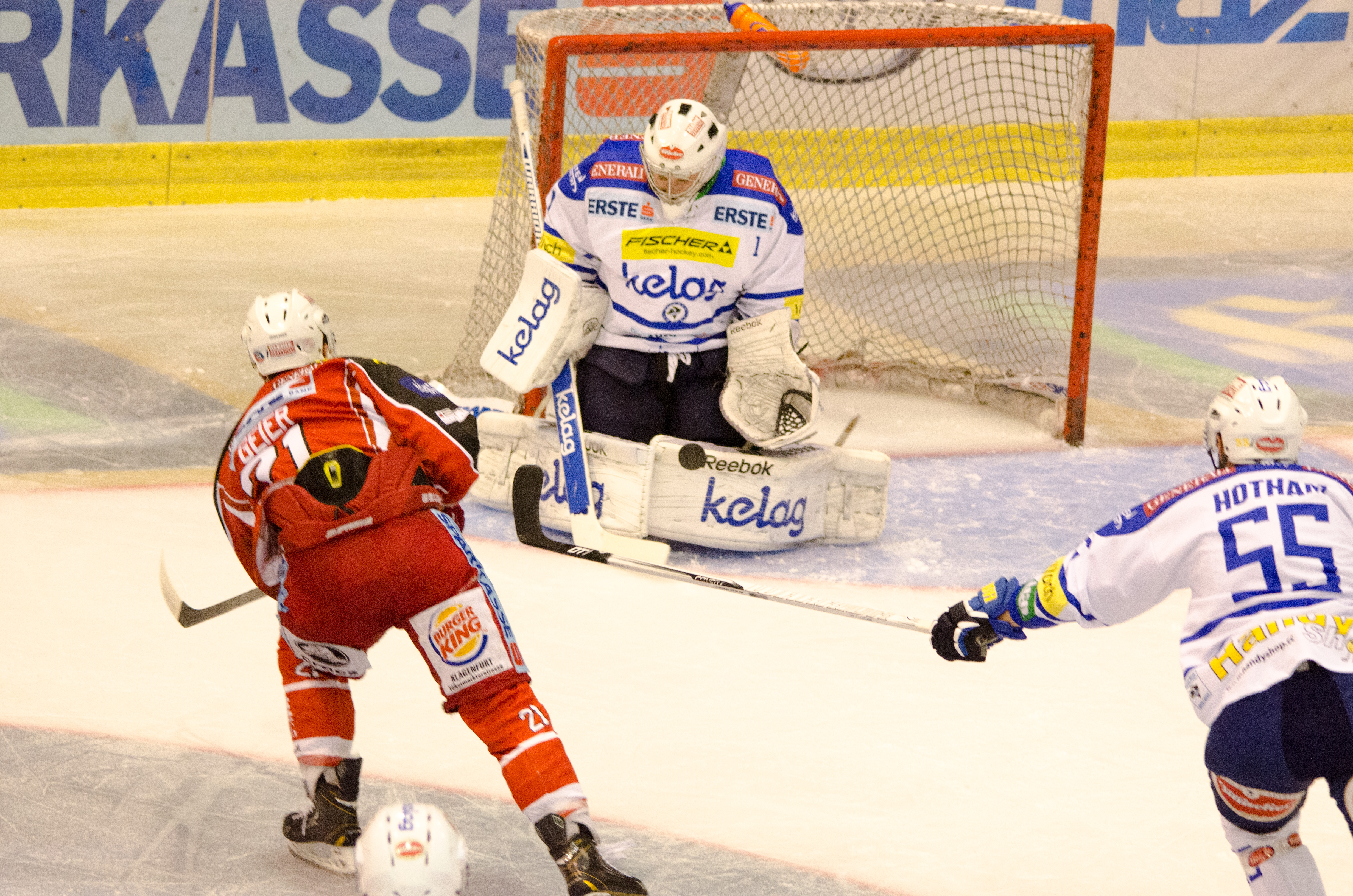
Austrian Hockey League partida entre KAC e VSV

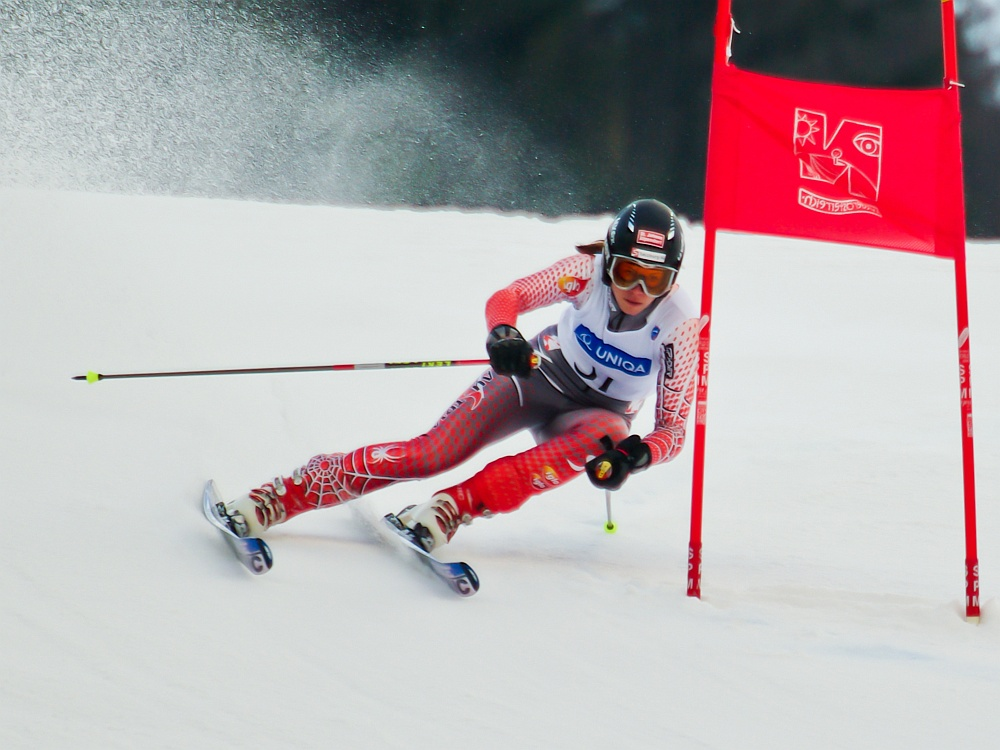
Mirjam Puchner no Campeonato Júnior

Na Áustria o esporte são largamente difundidos tanto profissional ou amador. O esporte mais popular na Áustria é o futebol, esqui alpino e o hóquei no gelo.

## Esportes de Inverno
Por conter cadeias de montanhas, esquia alpino é um esporte proeminente na Áustria, ressaltando desportistas famosos como Annemarie Moser-Pröll, Hermann Maier e  Toni Sailer.

## Futebol
Um dos famosos esportes coletivos, o futebol é dirigido pela Federação Austríaca de Futebol, tendo o melhor resultado da seleção nacional o terceiro lugar na Copa do Mundo de 1954.

## Outros esportes
Basquete, bobsleigh, tênis, luge e skeleton, são de nível competitivo internacionalmente.